# Antonowo (Giżycko)
Antonowo (deutsch Antonowen, 1938–1945 Antonsdorf) ist ein Ort in der polnischen Woiwodschaft Ermland-Masuren. Er gehört zur Gmina Giżycko (Landgemeinde Lötzen) im Powiat Giżycki (Kreis Lötzen).

## Geographische Lage
Antonowo liegt an der nordwestlichen Grenze der Stadt Giżycko (Lötzen) im nördlichen Osten der Woiwodschaft Ermland-Masuren.

## Geschichte
Das langgestreckte Dorf Antonowen wurde im Jahr 1836 als Vorwerk zu Pierkunowen (1935–1945 Perkunen, polnisch Pierkunowo) gegründet. Es gehörte somit zum Kreis Lötzen im Regierungsbezirk Gumbinnen (1905–1945 Regierungsbezirk Allenstein) in der preußischen Provinz Ostpreußen. Ab etwa 1928 war es ein Vorwerk in der Stadtgemeinde Lötzen. Im Jahr 1905 zählte der Ort 41 Einwohner.
Am 3. Juni (offiziell bestätigt am 16. Juli) des Jahres 1938 wurde Antonowen in Antonsdorf umbenannt. In Kriegsfolge kam der Ort 1945 mit dem gesamten südlichen Ostpreußen zu Polen und bekam die polnische Namensform Antonowo. Heute ist es eine Ortschaft im Verbund der Gmina Giżycko (Landgemeinde Lötzen) im Powiat Giżycki (Kreis Lötzen), bis 1998 zur Woiwodschaft Suwałki, seither zur Woiwodschaft Ermland-Masuren gehörig.

## Religionen
Bis 1945 war Antonowen in die Evangelische Pfarrkirche Lötzen in der Kirchenprovinz Ostpreußen der Evangelischen Kirche der Altpreußischen Union sowie in die Katholische Pfarrkirche St. Bruno Lötzen im Bistum Ermland eingepfarrt. 
Heute gehört Antonowo zur Pfarrei p.w. św. Kazimierza Królewicza in Giżycko im Bistum Ełk (Lyck) der Römisch-katholischen Kirche in Polen bzw. zur Evangelischen Pfarrkirche in Giżycko in der Diözese Masuren der Evangelisch-Augsburgischen Kirche in Polen.

## Verkehr
Antonowo liegt verkehrsgünstig drei Kilometer vom Stadtzentrum Giżycko entfernt an einer Landwegverbindung, die nach Pierkunowo (Pierkunowen, 1935–1945 Perkunen) führt. Eine Bahnanbindung besteht nicht.